# Andrea Gram
Andrea Gram (Ask (Buskerud), Norderhov,  20 maart 1853 – 10 mei 1927) was een Noors kunstschilder. Andrea Gram was gespecialiseerd in portretten en landschappen. Na haar huwelijk schilderde ze aanmerkelijk minder.
Ze werd geboren binnen het gezin van de militair Johan Georg Boll Gram (180-1873) en Fredrikke Stabell (1840-1912). Ze was zuster van Jens Gram (industrieel), kleindichter van Jens Jensen Gram, nicht van Gregers Gram (jurist/politicus) en tante van Johan Fredrik Gram (chemicus) en Mads Gram (natuurkundige). Ze huwde met arts en schrijver Emil Kleen. Uit dat huwelijk kwam dochter Else Kleen (1882-1968), journalist en schrijfster.
Ze kreeg haar opleiding van Knud Bergslien (1827-1908), zelf kunstschilder, aan de Kunstacademie van Christiania, alwaar meer vrouwelijke studenten waren. Ze kreeg vervolgstudies van Eilif Peterssen. Medestudentes in die tijd waren Harriet Backer, Kitty Kielland en Asta Nørregaard. Daarna vertrok ze naar München en Italië om zich verder te bekwamen.   
Peterssen schilderde in 1878 een portret van Andrea Gram; er waren geruchten dat ze een verhouding hadden. Peterssen was getrouwd met Andrea’s zuster Nicoline Gram. 